# Dan Calichman
Daniel Jacob Calichman, detto Dan (Huntington Station, 21 febbraio 1968), è un allenatore di calcio ed ex calciatore statunitense, di ruolo difensore, vice tecnico del LA Galaxy.

## Carriera

### Club
Formatosi nel club calcistico del Williams College di Williamstown, nel 1990 fu acquistato dal club giapponese del Mazda dove approdò nel calcio professionistico in concomitanza con la creazione della J. League nel 1993. Nel 1994 fece ritorno negli Stati Uniti ai Boston Storm e, dopo una stagione nei New York Centaurs disputata senza mai scendere in campo, esordì nella Major League Soccer con la maglia del Los Angeles Galaxy, di cui divenne uno dei punti cardine della difesa.
Ceduto nel 1998 al New England Revolution, vi disputò due stagioni prima di concludere nel 2001 la carriera in seconda divisione nel Charleston Battery, passando per il San Jose Earthquakes (con cui disputò una parte della stagione 2000).

### Nazionale
Nel 1997 ottenne due convocazioni nella nazionale statunitense.

## Statistiche

### Presenze e reti nei club
| Stagione | Squadra                 | Campionato | Campionato | Campionato |
| Stagione | Squadra                 | Comp       | Pres       | Reti       |
| -------- | ----------------------- | ---------- | ---------- | ---------- |
| 1990-91  | Mazda/Sanfrecce         | JSL2       | 26         | 1          |
| 1991-92  | Mazda/Sanfrecce         | JSL1       | 11         | 0          |
| 1993     | Mazda/Sanfrecce         | J1         | 13         | 0          |
|          | Totale Mazda/Sanfrecce  |            | 50         | 1          |
| 1995     | N.Y. Centaurs           | AL         | 0          | 0          |
|          | New York Centaurs       |            | 0          | 0          |
| 1996     | L.A. Galaxy             | MLS        | 28         | 0          |
| 1997     | L.A. Galaxy             | MLS        | 32         | 0          |
| 1998     | L.A. Galaxy             | MLS        | 8          | 0          |
|          | Totale L.A. Galaxy      |            | 58         | 0          |
| 1999     | N.E. Revolution         | MLS        | 25         | 0          |
| 2000     | N.E. Revolution         | MLS        | 4          | 0          |
|          | Totale N.E. Revolution  |            | 29         | 0          |
| 2000     | S.J. Earthquakes        | MLS        | 16         | 0          |
|          | Totale S.J. Earthquakes |            | 16         | 0          |
| 2001     | Charleston              | AL         | 16         | 0          |
|          | Totale Charleston       |            | 30         | 1          |

### Cronologia presenze e reti in Nazionale
| Cronologia completa delle presenze e delle reti in nazionale ― Stati Uniti | Cronologia completa delle presenze e delle reti in nazionale ― Stati Uniti | Cronologia completa delle presenze e delle reti in nazionale ― Stati Uniti | Cronologia completa delle presenze e delle reti in nazionale ― Stati Uniti | Cronologia completa delle presenze e delle reti in nazionale ― Stati Uniti | Cronologia completa delle presenze e delle reti in nazionale ― Stati Uniti | Cronologia completa delle presenze e delle reti in nazionale ― Stati Uniti | Cronologia completa delle presenze e delle reti in nazionale ― Stati Uniti |
| Data                                                                       | Città                                                                      | In casa                                                                    | Risultato                                                                  | Ospiti                                                                     | Competizione                                                               | Reti                                                                       | Note                                                                       |
| -------------------------------------------------------------------------- | -------------------------------------------------------------------------- | -------------------------------------------------------------------------- | -------------------------------------------------------------------------- | -------------------------------------------------------------------------- | -------------------------------------------------------------------------- | -------------------------------------------------------------------------- | -------------------------------------------------------------------------- |
| 19-1-1997                                                                  | Pasadena                                                                   | Stati Uniti                                                                | 0 – 2                                                                      | Messico                                                                    | 1997 USA Cup                                                               | -                                                                          | 70’                                                                        |
| 29-1-1997                                                                  | Kunming                                                                    | Cina                                                                       | 2 – 1                                                                      | Stati Uniti                                                                | Amichevole                                                                 | -                                                                          | 45’                                                                        |
| Totale                                                                     |                                                                            | Presenze                                                                   | 2                                                                          |                                                                            | Reti                                                                       | 0                                                                          |                                                                            |